# Hồ Đồng Đò

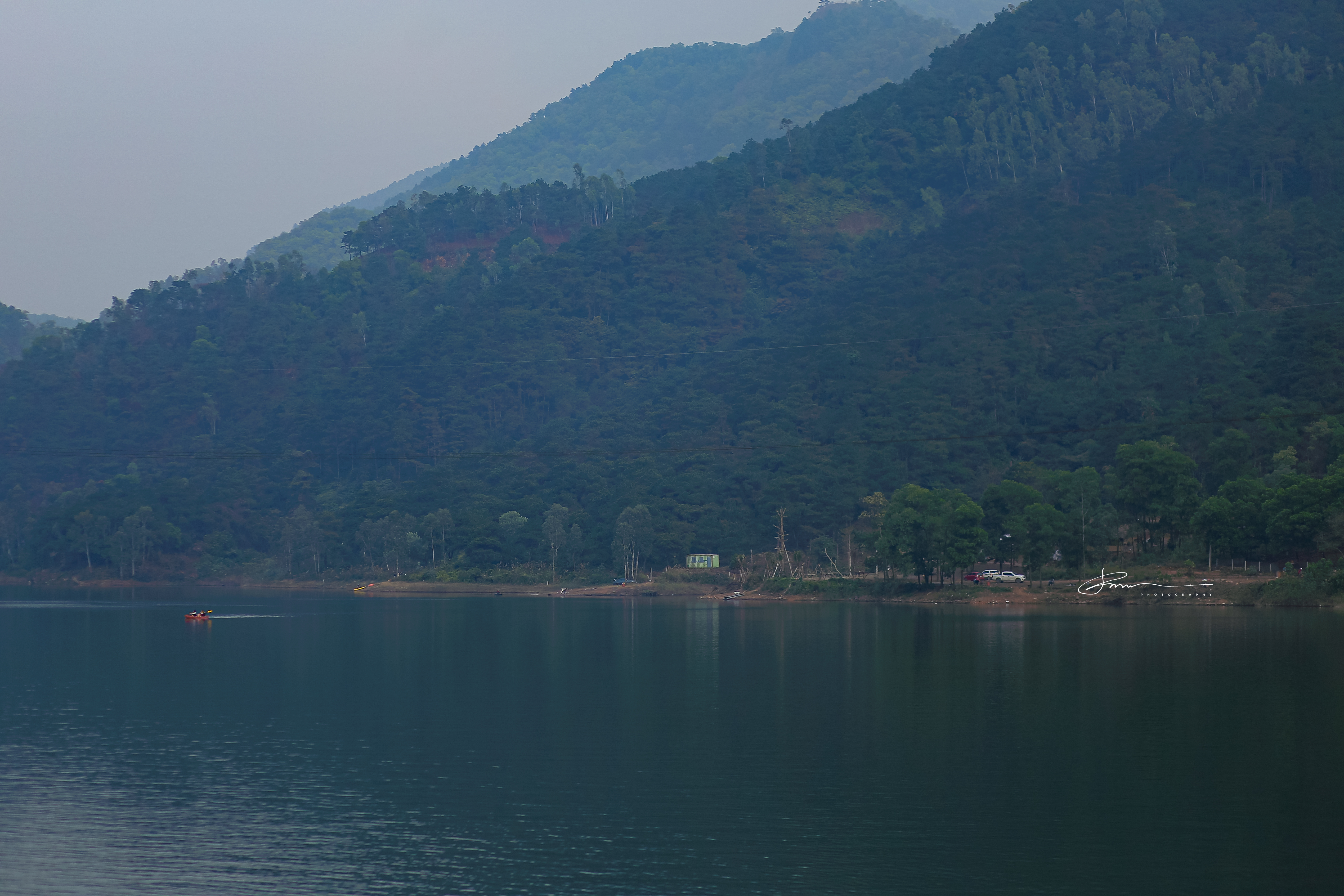
Một góc hồ Đồng Đò

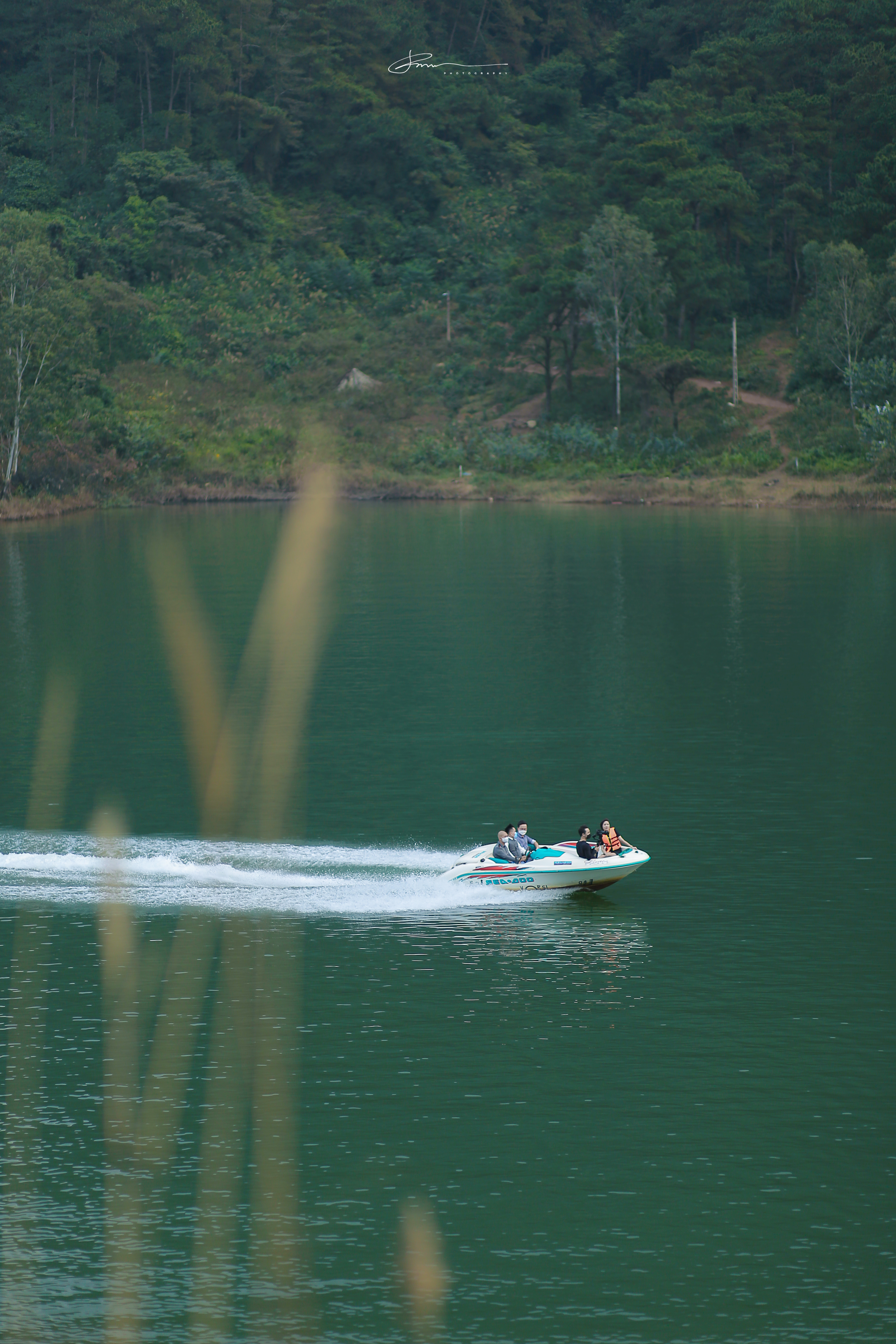
Canoe trên hồ

Hồ Đồng Đò là một hồ nước ngọt nhân tạo nằm trên địa bàn huyện Sóc Sơn, thành phố Hà Nội.

## Đặc điểm địa lý
Hồ Đồng Đò nằm cách trung tâm Hà Nội khoảng 40 km về phía Bắc, thuộc địa phận xã Minh Trí, huyện Sóc Sơn, thành phố Hà Nội. Hồ chỉ cách khu du lịch hồ Đại Lải khoảng 7 km, cách sân golf Hà Nội khoảng 2 km. Hồ rộng khoảng 45 ha, dài hơn 2 km theo hướng Đông Bắc-Tây Nam với sức chứa khoảng 900.000m³. Đặc biệt đây là nơi có vàng sa khoáng, hiện tại không còn được khai thác.
Đập hồ Đồng Đò được xây dựng năm 2000, chặn dòng đầu nguồn của sông Đồng Đò để cung cấp nước tưới cho khoảng 200 ha đất canh tác tại xã Kim Anh. Hồ nằm trong thung lũng dưới chân núi Hàm Lợn, hai bên là núi cao, được trồng toàn bộ là rừng thông cách đây hơn 30 năm. Hồ được thả cá, nơi sâu nhất có thể trên 20 m. Nơi đây có phong cảnh đẹp và rất thuận tiện cho du lịch, cắm trại vì có rừng thông, hồ nước rất sạch và gần nội thành Hà Nội. Đây là địa điểm được quy hoạch là khu du lịch sinh thái của thành phố Hà Nội. Hiện nay đây là điểm du lịch dã ngoại mới của Hà Nội được nhiều bạn trẻ ưa thích.

## Lịch sử
Trong lịch sử, nơi đây năm 1592, sau khi thất thủ Thăng Long, nhà Mạc quyết định dời đô lên Cao Bằng, để sẵn sàng tiến hành một cuộc chiến đấu lâu dài. Đoàn thiên đô phải bao gồm cả triều đình, trong đó lại có hoàng hậu, công chúa, người già, trẻ em là bộ phận khó cơ động. Ngoài ra còn có thư tịch, ấn tín, bảo vật v.v. Triều đình không thể đi đường quan lộ lên Cao Bằng, mà một bộ phận phải đi đường tắt, bí mật, vượt qua đỉnh núi Hàm Lợn gần Đồng Đò. Hiện nay tại khu vực đền Giõng Mai có đào được một số hiện vật là sành sứ thời nhà Mạc.

## Khảo cổ
Năm 2005, Trường Đại học Khoa học Xã hội và Nhân văn đã phát hiện di tích cự thạch còn khá nguyên vẹn tại suối Đồng Đò, thôn Minh Tân, xã Minh Trí. Nguyên trước đây người dân quanh vùng nhìn thấy những phiến đá được sắp xếp một cách kỳ lạ và như có chủ ý, với một phiến bazan khá bằng phẳng màu xanh đặt trên mấy hòn đá dài tựa như những chiếc chân bàn, nên gọi nôm na là bàn đá. Các nhà khảo cổ đã xác định đây là 2 cự thạch loại hình Trác thạch (Dolmen). Di tích cự thạch ở Minh Tân dài 5m, khoảng rộng nhất 2,2m, có 3 chân nhưng một chân đã đổ.

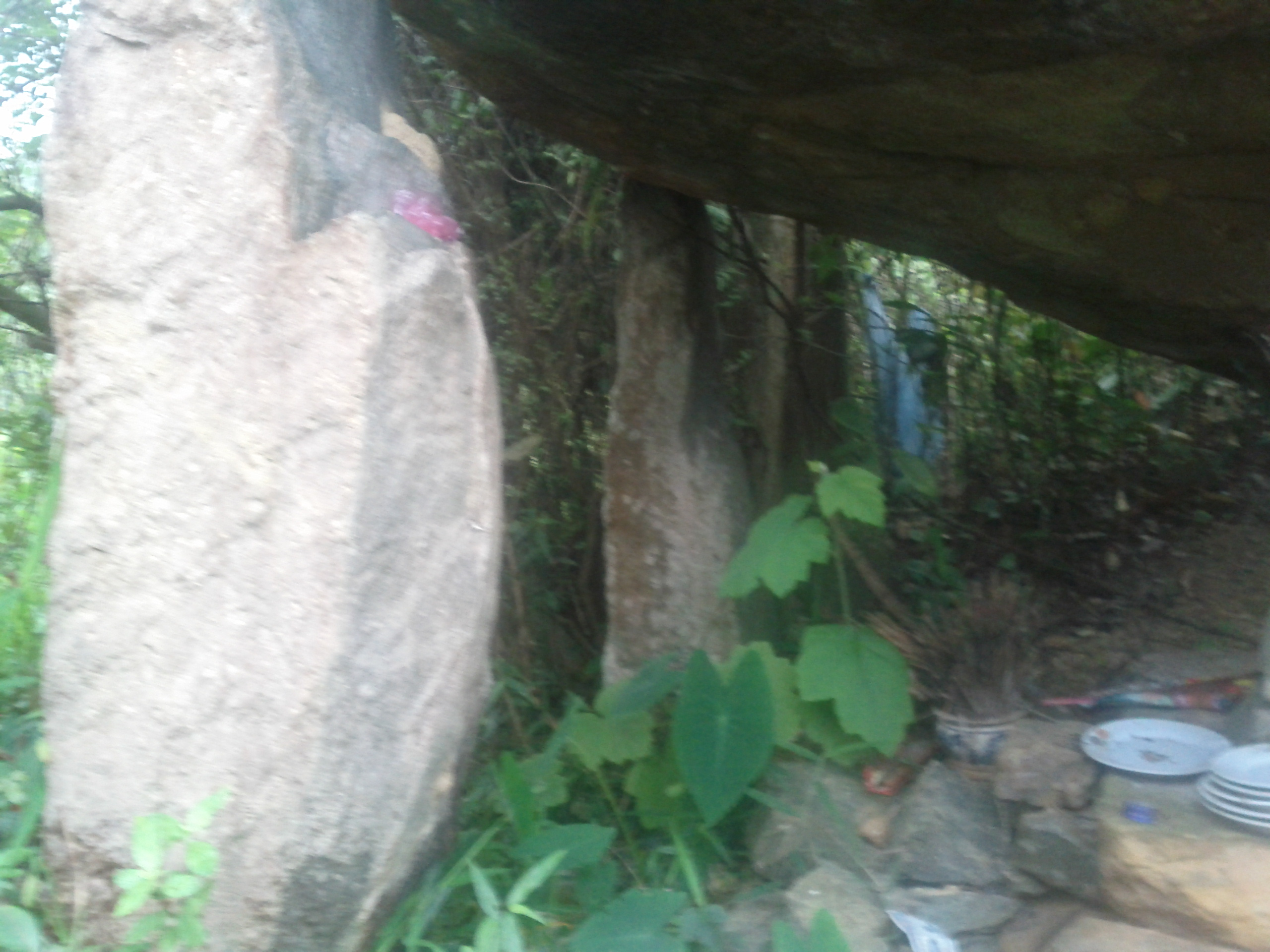
3 foots stone table (Dolmen)
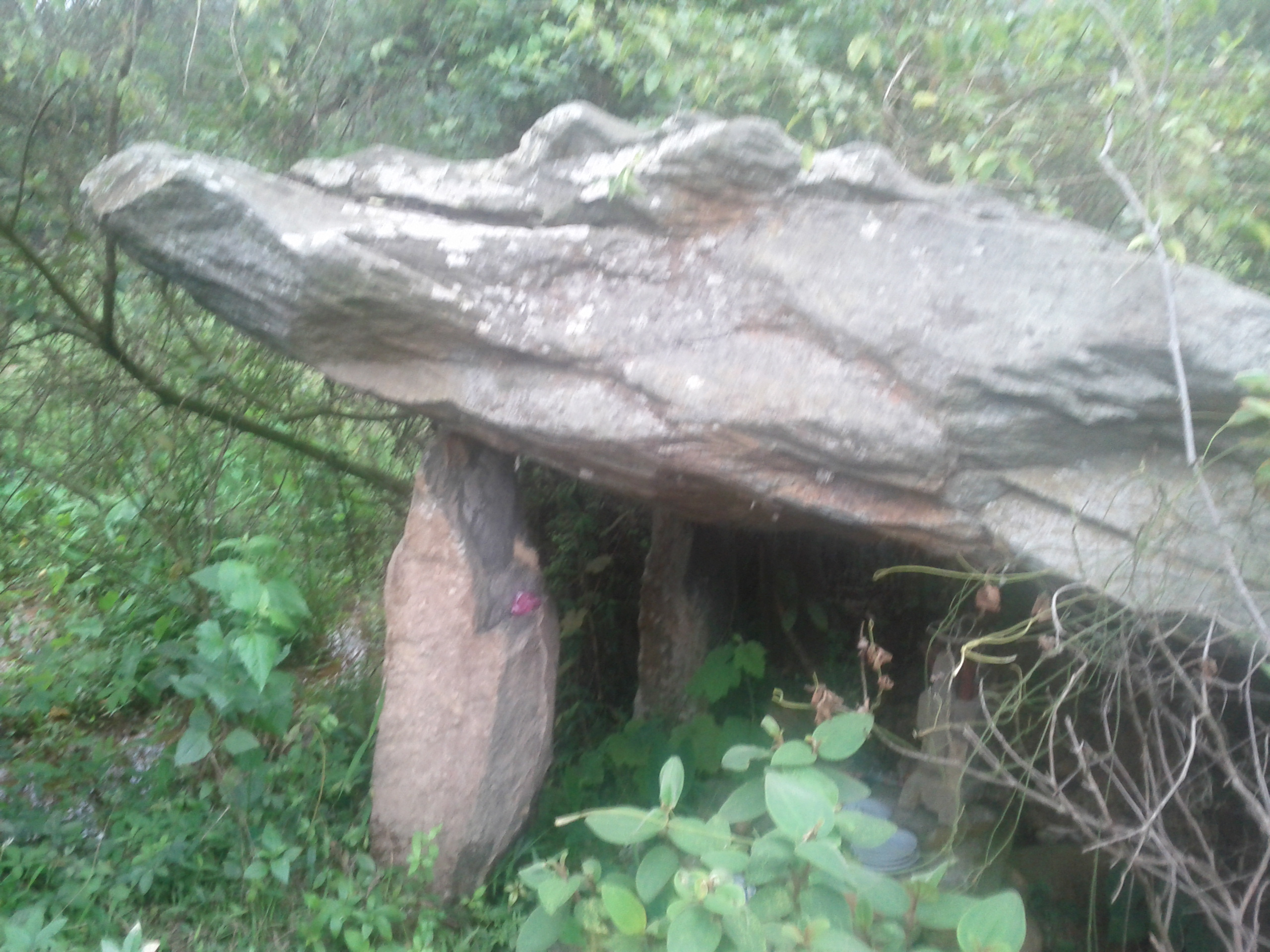
3 foots stone table (Dolmen)
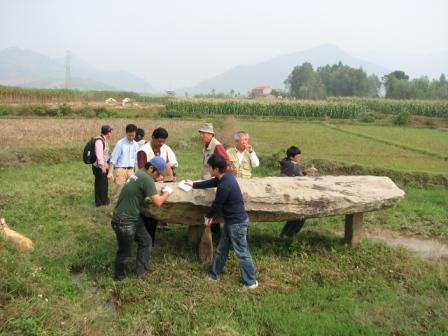
Dolmen (Di tích cự thạch thôn Thái Lai cách Đồng đò 2 km)

Cho đến nay, việc xác định ý nghĩa của các kiến trúc này còn nhiều ý kiến khác nhau. Theo đánh giá, di tích này có thể liên quan đến tục thờ Thần Đá của các cư dân tiền sử nơi đây.
Hiện tại người dân địa phương tiếp tục thờ cúng tại đây, hy vọng di tích cự thạch tiếp tục được nghiên cứu và bảo vệ.
Di tích cự thạch 2000 năm tuổi tương tự cũng được phát hiện ở chân núi Tam Đảo năm 2009.